# Champcerie
Champcerie ist eine französische Gemeinde mit 177 Einwohnern (Stand 1. Januar 2022) im Département Orne in der Region Normandie.

## Geografie
Die Gemeinde liegt 16 Kilometer nordwestlich der Stadt Argentan und einige Kilometer südlich der Grenze zum Département Calvados. Das Gebiet der Kommune wird von der Baize sowie den Bächen Ruisseau des Monts Hiboux und Fontaine André durchflossen. Die Nachbargemeinden von Champcerie sind Bazoches-au-Houlme im Norden, Neuvy-au-Houlme im Nordosten, Habloville im Osten, Giel-Courteilles im Südosten, Putanges-Pont-Écrepin im Süden, Les Rotours im Südwesten und Rabodanges im Westen.

### Infrastruktur
Westlich des Kernortes verläuft eine regionale Hauptverkehrsachse mit dem Namen D909, die Richtung Norden an Falaise und Richtung Süden an Putanges-Pont-Écrepin anbindet. Dazu existiert ein Netz lokaler Straßen, das die Anbindung zu den Nachbarorten herstellt.
Dank begünstigender geologischer Faktoren ist die Pferdezucht in Champcerie angesiedelt und stellt einen wichtigen Wirtschaftszweig dar.

## Geschichte und Kultur

### Ortsname
Im Jahr 1094 wurde der Ort unter dem Namen Cancelsium erwähnt, worauf weitere Nennungen unter Namen wie Chancery, Chancelers, Chansserys folgten. Als geklärt gilt, dass die Namensgebung lateinischen Ursprungs ist, auch wenn es verschiedene Ansätze für die Deutung der Benennung gibt. Einer Theorie zur Folge könnte es sich um eine Ableitung von Campus rivi handeln, was mit „Feld am Bach“ zu übersetzen ist. Eventuell ist der Name einer Variation des lateinischen Ausdrucks Campus cereris, was „Feld der Ceres“ mit Blick auf die römische Fruchtbarkeitsgöttin Ceres bedeuten würde. Eine dritte Hypothese sieht die Ableitung von Campus Cenerici mit Bezug auf den normannischen Heiligen Céneri aus dem 7. Jahrhundert.

### Bauwerke und Sehenswürdigkeiten
Die Dorfkirche Saint-Céneri im Zentrum des Ortes entstand in den 1860er-Jahren. Der Innenraum wird von einem getäfelten Gewölbe gebildet und enthält Kulturgüter wie ein Taufbecken, einen Kreuzweg und drei Altare aus Holz. Einer der Altare stammt vermutlich aus dem späten 17. Jahrhundert und war ebenso wie das Prozessionskreuz der Kirche bereits Teil eines zuvor bestehenden Gebetshauses. Als weiteres religiöses Erbe existieren auf dem Gebiet der Gemeinde sieben verschiedene Kalvarienberge.

## Bevölkerungsentwicklung
| Jahr      | 1962 | 1968 | 1975 | 1982 | 1990 | 1999 | 2010 | 2017 |
| Einwohner | 154  | 143  | 113  | 108  | 103  | 116  | 137  | 160  |

Im Jahr 1800 umfasste die Gemeinde 428 Einwohner und konnte diese Zahl vergrößern, bis die Bevölkerung 1836 mit 483 Bewohnern ihren Höhepunkt erreichte. Danach folgte ein kontinuierlicher Rückgang, der zur Folge hatte, dass sich die Anzahl bis 1906 auf 240 etwa halbierte. Sie sank weiter stark, bis sie 1990 mit 103 Menschen ihren Tiefstand erreichte und in eine Phase des Bevölkerungszuchwases überging.